# Strangalia linsleyi
Strangalia linsleyi es una especie de escarabajo longicornio del género Strangalia, categorizada en la tribu Lepturini, de la subfamilia Lepturinae. Fue descrita por Gressitt en 1951.

## Descripción
Mide 17-18 mm de longitud.

## Distribución
Se distribuye por China.